# Mary Earle

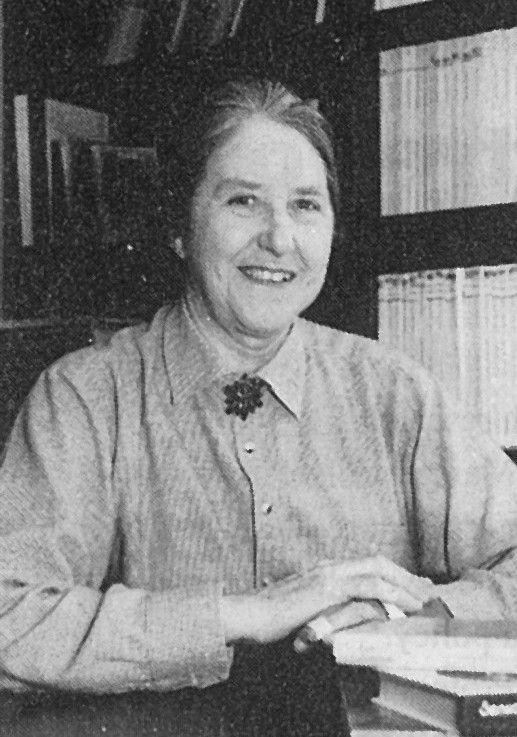
Mary Earle (1992)

 Mary Davidson Earle (* 20. Oktober 1929 in Banavie, Schottland; † 18. April 2021 in Palmerston North, Neuseeland) war eine neuseeländische Chemieingenieurin und Hochschullehrerin. Sie war Professorin an der Massey University und die erste akademische Ingenieurin in Neuseeland.

## Leben und Werk

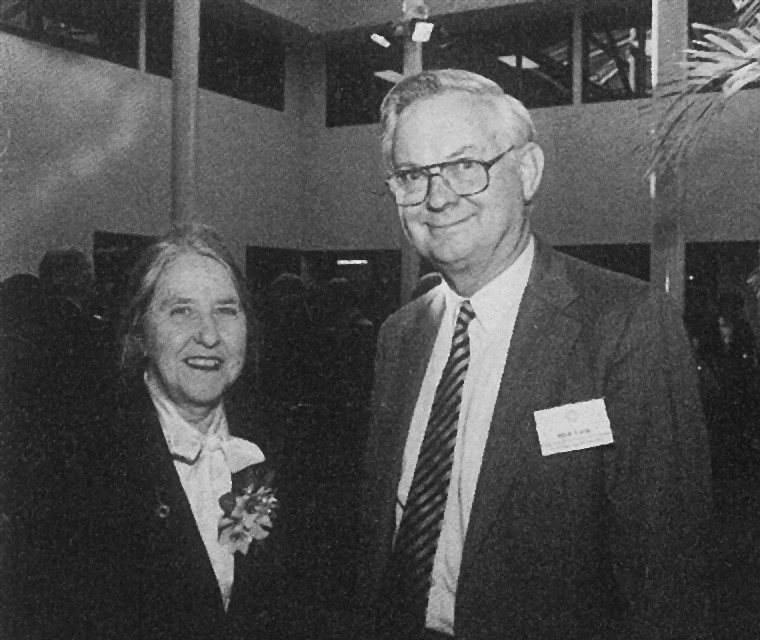
Mary und Dick Earle bei Dick Earles Ruhestandsveranstaltung an der Massey University im Jahr 1995

Earle studierte Chemieingenieurwesen an der University of Glasgow, wo sie einen Bachelor-Abschluss erhielt und 1957 mit der Dissertation The purification of soya lipoxidae promovierte. Sie arbeitete zunächst als Dozentin an der Scottish School of Bakery, dann fünf Jahre lang in der Produktentwicklung bei Unilever in Colworth und bei Cerebos in Colinton in Edinburgh.
1961 zog sie mit ihrem Mann nach Neuseeland und arbeitete fünf Jahre lang für das Meat Industry Research Institute in Hamilton (Neuseeland), wo sie die Produktentwicklung in der neuseeländischen Fleischindustrie einführte.
1965 wurde sie Dozentin in der Abteilung für Lebensmitteltechnologie an der Massey University. Da es keine Lehrbücher über Produktentwicklung gab, erstellte sie neue Studienlehrpläne. Sie half bei der Gründung des Forschungszentrums für Lebensmitteltechnologie und führte 1966 die Produktentwicklung in dem Studiengang Lebensmitteltechnologie an der Massey University ein. Sie setzte sich für die Ausarbeitung und Sicherstellung der Annahme des ersten Ethikkodex des Instituts im Jahr 1969 ein und unterstützte die Foodwatch- und Careers-Programme der 1980er Jahre. Als Initiatorin der Food Awards beteiligte sie sich aktiv am New Zealand Institute of Food Science and Technology (NZIFST).
1992 wurde Earle ordentliche Professorin, als ihr von der Massey University ein persönlicher Lehrstuhl verliehen wurde. Es war der erste Lehrstuhl in der Technologiefakultät der Universität und sie war die vierte Professorin an der Massey University.
Sie arbeitete auch in Südostasien, hauptsächlich in Thailand, wo sie bei der Einführung von Studiengängen in Lebensmitteltechnologie und Produktentwicklung an fünf Universitäten in Thailand beteiligt war, aber auch in Malaysia und auf den Philippinen. Sie unterstützt Projekte zur Entwicklung von Technologiekursen, insbesondere in der Produktentwicklung, darunter Projekte zur Verbesserung der Ernährung sowie Industrieberatung für eine Reihe von Unternehmen.
Nach ihrer Pensionierung im Jahr 1994 veröffentlichte sie als emeritierte Professorin in Zusammenarbeit mit ihrem Ehemann mehrere Bücher über die Entwicklung von Lebensmittelprodukten. Mit ihrem Ehemann gründete sie den Richard and Mary Earle Technology Trust.

## Auszeichnungen
- 1979: JC Andrews Award des NZIFST
- 1992: Ehrenmitglied der New Zealand Institution of Engineers
- 1993: Officer of the Order of the British Empire [8]
- 1993: New Zealand Suffrage Centennial Medal [9]
- 1994: Honorary Fellow des NZIFST
- 2018: Ehrendoktorwürde der Massey University[10][11]
- Ehrendoktorwürde der Khon Kaen University in Thailand
- Ehrenmitglied des Institute of Food Science & Technology
- 2022: Einführung des Mary D Earle Award

## Veröffentlichungen (Auswahl)
- Ray Bailey, Mary Earle: Home Cooking. Changes in Food Consumption in New Zealand during 1880–1990. Massey University – Deptepartment of Food Technology, Palmerston North NZ 1993, ISBN 0-908665-85-7.
- mit Dick Early: Creating New Foods: The Product Developer's Guide. 1999, ISBN 978-1-902375-12-0.